# National Board of Review Awards 1959
La 31ª edizione dei National Board of Review Awards si è tenuta nel dicembre 1959.

## Classifiche

### Migliori dieci film
- Intrigo internazionale (North by Northwest), regia di Alfred Hitchcock
- L'uomo che capiva le donne (The Man Who Understood Women), regia di Nunnally Johnson
- L'ultima spiaggia (On the Beach), regia di Stanley Kramer
- Improvvisamente, l'estate scorsa (Suddenly, Last Summer), regia di Joseph L. Mankiewicz
- Nel mezzo della notte (Middle of the Night), regia di Delbert Mann
- Anatomia di un omicidio (Anatomy of Murder), regia di Otto Preminger
- Il diario di Anna Frank (The Diary of Anne Frank), regia di George Stevens
- A qualcuno piace caldo (Some Like it Hot), regia di Billy Wilder
- Ben-Hur, regia di William Wyler
- La storia di una monaca (The Nun's Story), regia di Fred Zinnemann

### Migliori film stranieri
- Il posto delle fragole (Smultronstället), regia di Ingmar Bergman
- La strada dei quartieri alti (Room at the Top), regia di Jack Clayton
- Il tetto, regia di Vittorio De Sica
- Aparajito, regia di Satyajit Ray
- I giovani arrabbiati (Look Back in Anger), regia di Tony Richardson

## Premi
- Miglior film: La storia di una monaca (The Nun's Story), regia di Fred Zinnemann
- Miglior film straniero: Il posto delle fragole (Smultronstället), regia di Ingmar Bergman
- Miglior attore: Victor Sjöström (Il posto delle fragole)
- Miglior attrice: Simone Signoret (La strada dei quartieri alti)
- Miglior attore non protagonista: Hugh Griffith (Ben-Hur)
- Miglior attrice non protagonista: Edith Evans (La storia di una monaca)
- Miglior regista: Fred Zinnemann (La storia di una monaca)